# Площадь Шевченко (Санкт-Петербург)
Площадь Шевче́нко — площадь в Петроградском районе Санкт-Петербурга, образованная пересечением Малого проспекта Петроградской стороны, Левашовского проспекта и Ординарной улицы. Названа так в 2001 году в честь великого украинского поэта, прозаика и художника Тараса Григорьевича Шевченко, чья жизнь была тесно связана с Санкт-Петербургом.

## История
Площадь окончательно образовалась в 1930-е годы, после продления проспекта Щорса до Кировского проспекта и прокладки Новопроложенной улицы (соединённой позже с Левашовским проспектом и получившей его имя) от Кировского проспекта до Ординарной улицы. Площадь долгое время оставалась безымянной, а на самой площади располагался сквер.

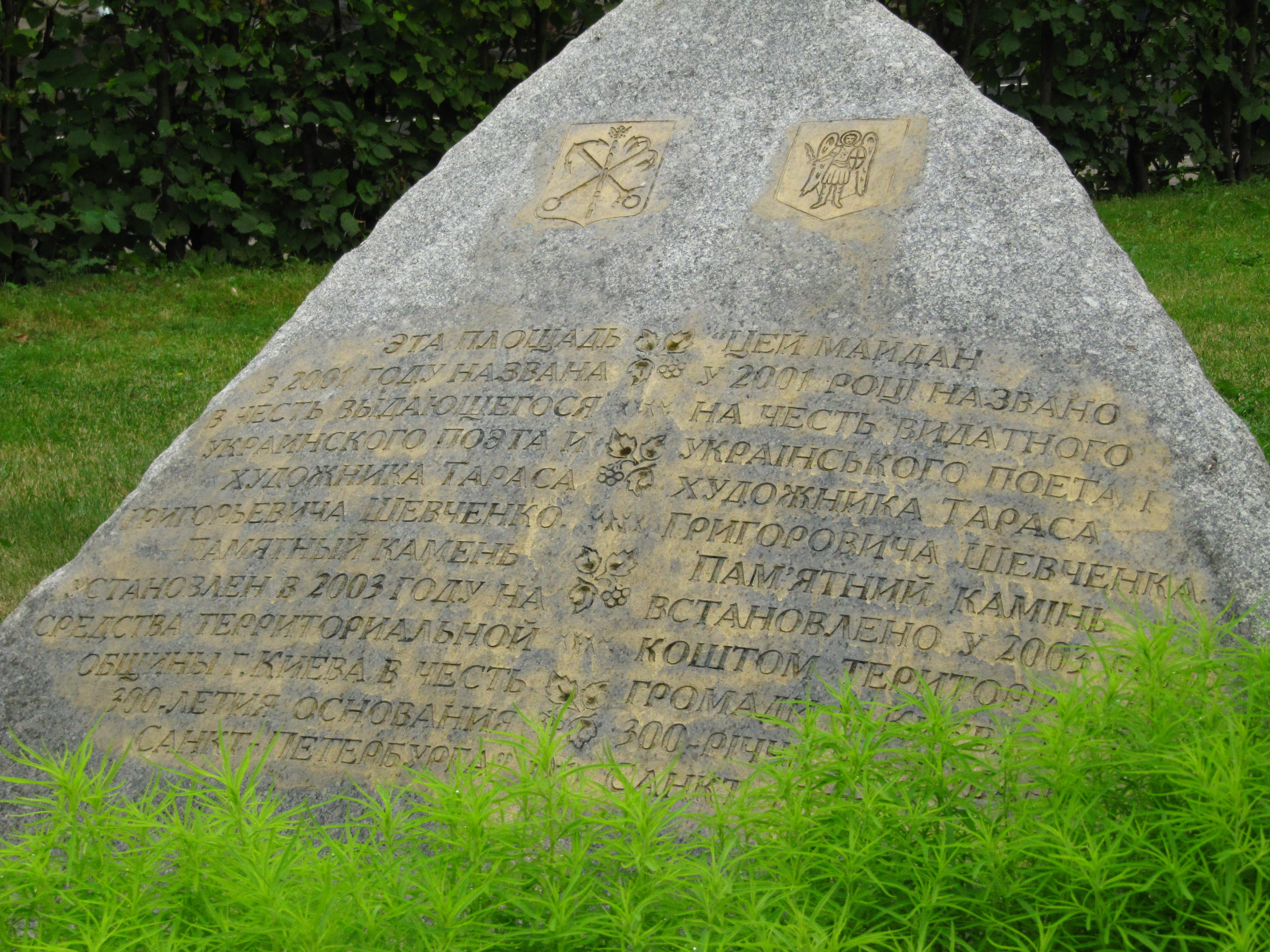
Памятный камень в сквере

В конце декабря 2000 года в сквере на площади был торжественно открыт памятник Т. Г. Шевченко, а в 2001 году площади дали официальное название Площадь Шевченко. В 2003 году в память об этом событии при входе в сквер был установлен памятный камень, на котором на русском и украинском языках сказано о присвоении названия площади.

## Достопримечательности
- Бронзовый памятник Т. Г. Шевченко, установленный в сквере на площади, подарил Санкт-Петербургу автор — канадский скульптор украинского происхождения Лео Мол (урождённый Леонид Григорьевич Молодожанин). В церемонии открытия памятника принимали участие президент России В. В. Путин и президент Украины Л. Д. Кучма.

Площадь окружена несколькими примечательными зданиями, которые имеют адреса по Малому проспекту, Ординарной улице и Каменноостровскому проспекту:
- Памятник конструктивизма на площади: Дом работников Свирьстроя на углу Малого проспекта Петроградской стороны (дом № 84—86) и Ординарной улицы (дом № 16), 1932—1938 годы, архитектор И. Г. Явейн, главным фасадом выходящий на площадь.  памятник архитектуры (вновь выявленный объект)[1] Здесь с 1950 по 1995 год жил выдающийся кинорежиссёр И. Е. Хейфиц (имеется мемориальная доска). В здании располагается шахматный клуб «На Петроградской стороне»[2].

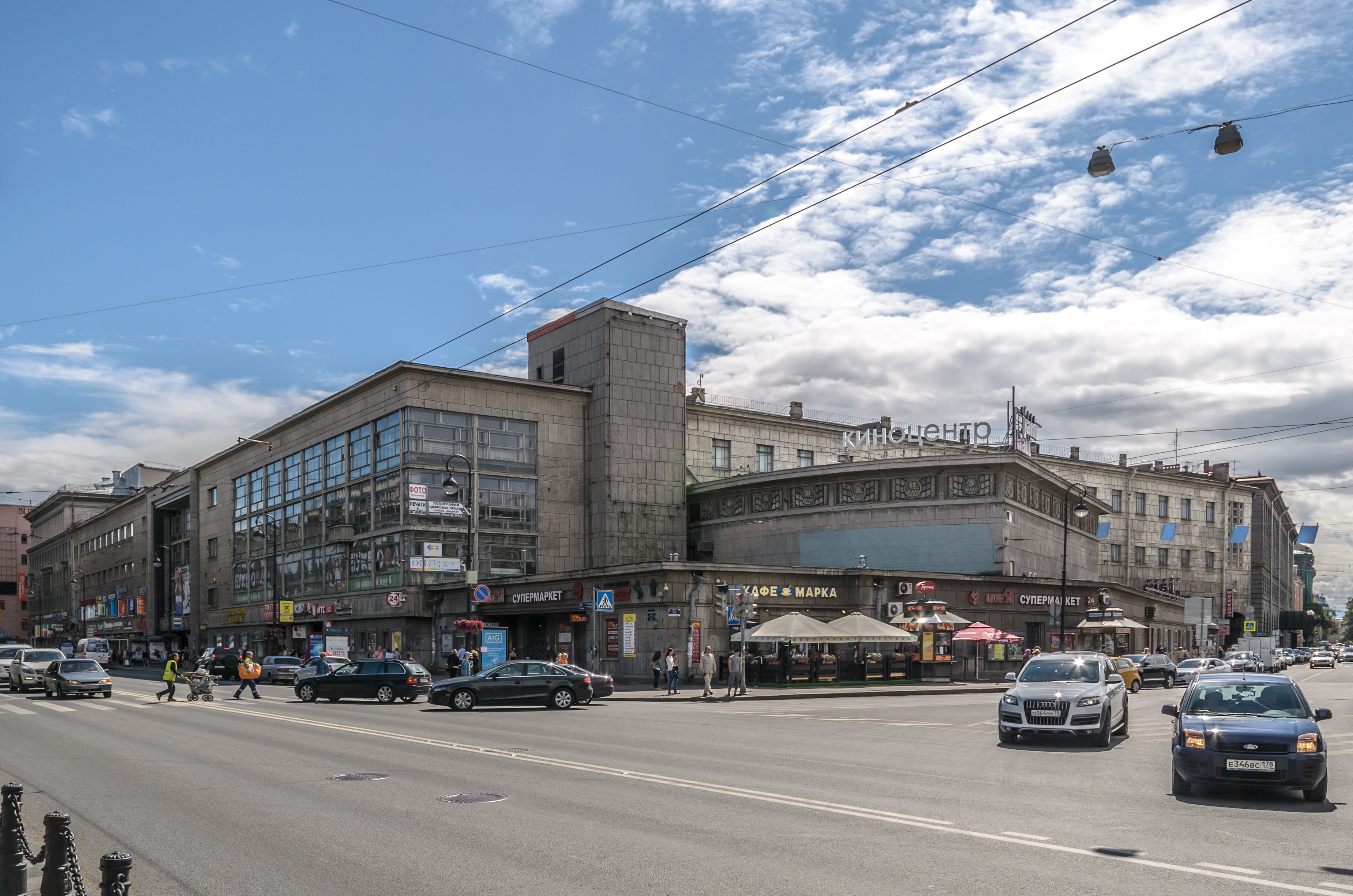
Дворец культуры имени Ленсовета и часть площади Шевченко

- Ещё один памятник конструктивизма — Дворец культуры имени Ленсовета (Каменноостровский проспект, дом № 42), построенный в 1931—1938 годах по проекту Е. А. Левинсона и В. О. Мунца и обращённый к площади боковым фасадом.  памятник архитектуры (вновь выявленный объект)[1]

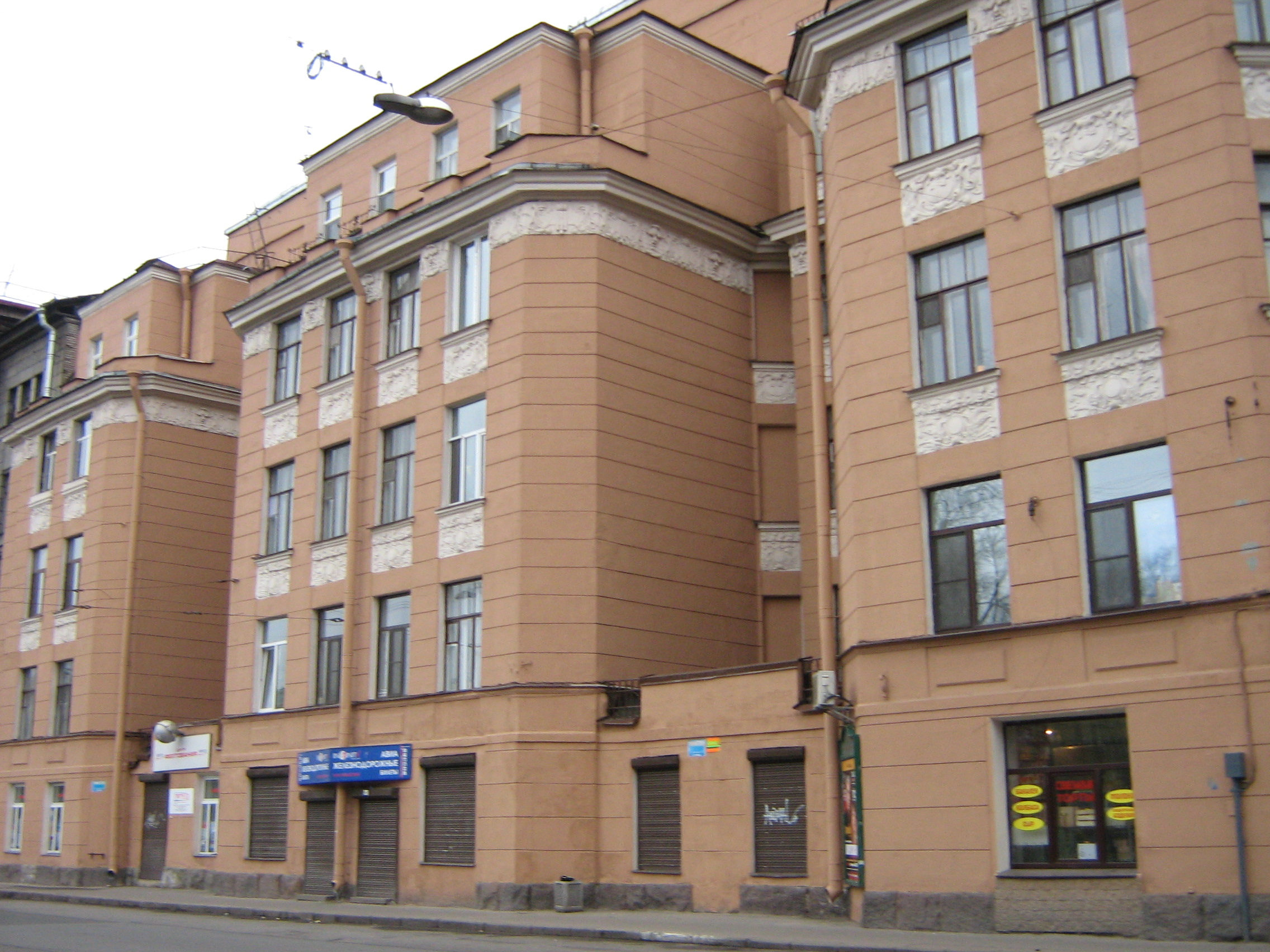
Бывший доходный дом акционерного общества «Архитектор»

- Примечательное здание, построенное в стиле неоклассицизма — бывший доходный дом акционерного общества «Архитектор» (Малый проспект, дом № 85 / Ординарная улица, дом № 11, архитектор В. В. Шауб; завершён В. П. Голубиным, 1912—1913 годы, позже реконструирован), обращённый главным фасадом к площади Шевченко.

## Факты
- В Ленинграде/Санкт-Петербурге с 1939 по 2001 год площадью Шевченко называлась площадь на Васильевском острове, которая ныне носит восстановленное название Румянцевская площадь.
- Шевченко долго жил в Санкт-Петербурге и сменил много адресов проживания, но среди них нет ни одного адреса на Петроградской стороне.